# Margrit Bröhan

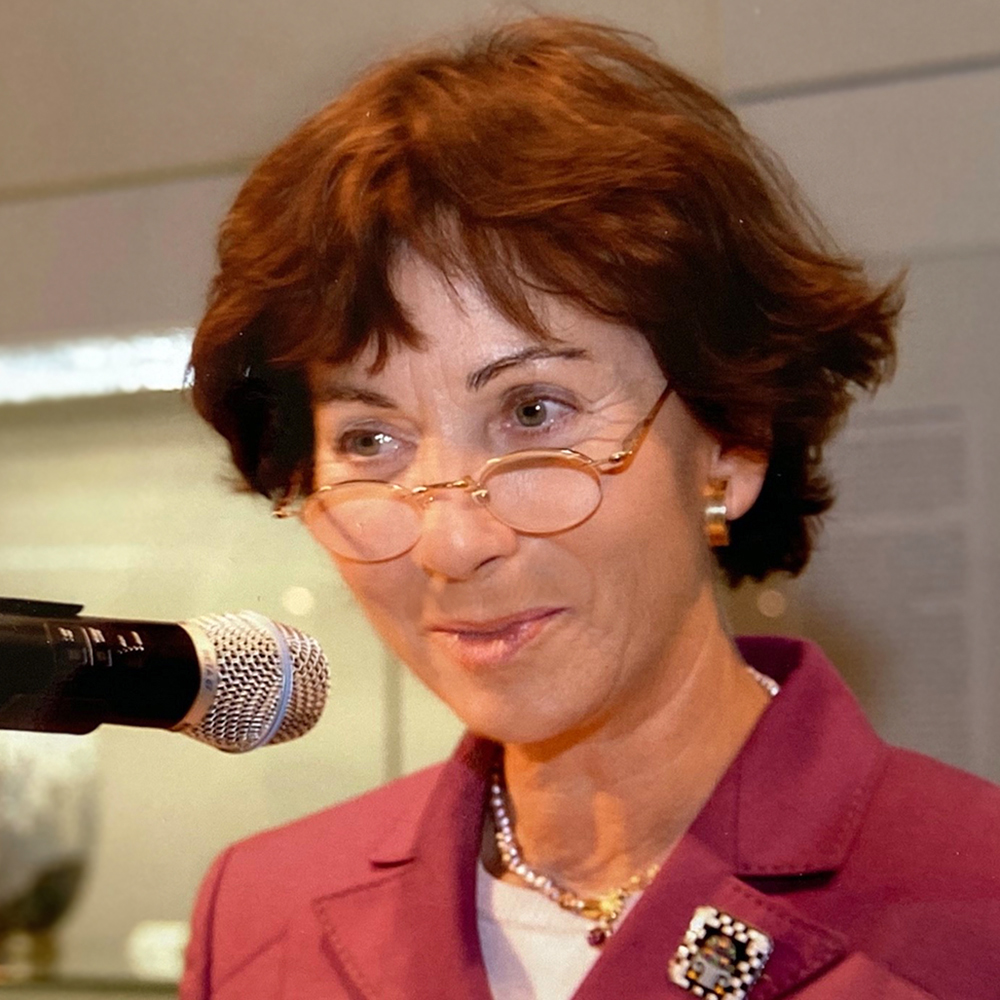
Margrit Bröhan

Margrit Bröhan (* 1. März 1938 in Pasewalk) ist eine deutsche Germanistin, Kunsthistorikerin und Unternehmerin.

## Leben
Margrit Bröhan wuchs in Hamburg auf, besuchte das Gymnasium für Mädchen am Lerchenfeld. Es folgte eine Ausbildung im Im- und Exporthandel. Sie lebte einige Zeit in Paris. 1960 heiratete sie den Unternehmer und Kunstsammler Karl H. Bröhan (1921–2000), mit dem sie 1965 nach Berlin übersiedelte. Sie studierte Germanistik und Kunstgeschichte an der Freien Universität Berlin und wurde 1989 in Germanistik promoviert. Als freie Autorin und Herausgeberin erarbeitete sie Bücher, Ausstellungen, Kataloge und Beiträge zur Kulturepoche um 1900. Als Vorsitzende der Freunde des Bröhan-Museums e. V. initiierte und organisierte Margrit Bröhan europaweit kunsthistorische Exkursionen.
Die Sammlung Angewandter und Freier Kunst Karl H. Bröhans ging nach zehn Jahren als Privatmuseum mittels Schenkung in das Bröhan-Museum des Landes Berlin in Berlin-Charlottenburg über. In Nachfolge ihres Mannes leitete Margrit Bröhan das Bröhan-Museum von 2000 bis 2003.
Die Unternehmerin Margrit Bröhan leitet die GbR Vermögensverwaltung mit exklusivem Immobilienbesitz.

## Mitgliedschaften
- ab 1988 Kuratorium der Freunde der Preußischen Schlösser und Gärten e.V[2]
- 1997 Gründungsmitglied für den Museumsshop Freunde der Preußischen Schlösser und Gärten GmbH
- ab 2003 Stiftungsrat der Stiftung ö. R. Bröhan-Museum
- ab 2003 Rotary Club Potsdam Alter Markt
- ab 2010 Kulturstiftung der Preußischen Schlösser und Gärten

## Auszeichnungen
- 2000 Ordre Nationale de la Légion d’Honneur
- 2001 Chevalier de L’Ordre des Arts et des Lettres